# Monopoly (singolo)
Monopoly è un singolo delle cantanti statunitensi Ariana Grande e Victoria Monét, pubblicato il 1º aprile 2019.
La canzone è stata poi inclusa nella versione deluxe giapponese del quinto album in studio della Grande, Thank U, Next.

## Descrizione
Monopoly è una canzone pop-trap, definita da un critico di Uproxx «il successore spirituale di 7 Rings». La canzone è una celebrazione del successo di Grande e delle otto settimane di 7 Rings trascorse in vetta alla Billboard Hot 100. Il titolo del brano deriva dal fatto che Monét si rifiuta sempre di giocare a Monopoly ogni volta che Grande glielo propone.
Il testo, secondo Grande, parla di «amicizia, libertà e proteggere la propria energia». In particolar modo, la frase «I like women and men» ha suscitato notevole attenzione da parte dei media: Monét aveva precedentemente fatto coming out come bisessuale nel novembre 2018, e riteneva che fosse importante includere questa frase, insieme a «Swerve both ways, Dichotomy» (un doppio significato che invoca la parola dyke, uno slang lesbico), per evidenziare la sua sessualità a causa della mancanza di rappresentazione delle donne bisessuali di colore nell'industria musicale. In risposta all'attenzione guadagnata per aver cantato anche lei la frase «I like women and men», Grande ha rivelato di non sentire il bisogno di etichettarsi.
Ariana Grande canta anche «Even though we gave up that 90%», riferendosi al fatto che ha dovuto rinunciare al 90% dei diritti d'autore di 7 Rings a Rodgers e Hammerstein a causa del campionamento della melodia di My Favorite Things da The Sound of Music.

## Accoglienza
Monopoly ha ricevuto un'accoglienza mista da parte della critica specializzata. Vulture ha elogiato la canzone per l'aperta bisessualità e per i meme contenuti. Il NME l'ha definita rinfrescante e divertente.
The Washington Post, Broadly e PinkNews hanno notato che alcuni fan hanno reagito negativamente al singolo, accusando Grande di queerbaiting. Scrivendo per Broadly, Gabrielle Alexa ha criticato le accuse, schierandosi dalla parte di Ariana Grande.

## Tracce
Testi e musiche di Ariana Grande, Victoria Monét, Charles Anderson, Michael Foster e Tim Suby.
1. Monopoly – 2:39

## Successo commerciale
Monopoly, in meno di una settimana, ha debuttato alla 69ª posizione della Billboard Hot 100 statunitense, diventando il primo ingresso in classifica di Victoria Monét. Nei suoi primi quattro giorni ha venduto 12 000 copie digitali e accumulato 9,4 milioni di riproduzioni in streaming.
Nella Official Singles Chart britannica il brano è entrato al 40º posto, vendendo 12 687 unità nei suoi primi giorni di disponibilità e divenendo la ventunesima top forty di Ariana Grande e la prima di Victoria Monét, per poi raggiungere il 23° grazie ad altre 19 085 unità.

## Classifiche
| Classifica (2019) | Posizione massima |
| ----------------- | ----------------- |
| Australia         | 21                |
| Belgio (Fiandre)  | 64                |
| Belgio (Vallonia) | 89                |
| Canada            | 38                |
| Estonia           | 21                |
| Francia           | 146               |
| Germania          | 98                |
| Grecia            | 3                 |
| Irlanda           | 15                |
| Lettonia          | 26                |
| Lituania          | 17                |
| Nuova Zelanda     | 19                |
| Paesi Bassi       | 76                |
| Portogallo        | 59                |
| Regno Unito       | 23                |
| Repubblica Ceca   | 45                |
| Slovacchia        | 32                |
| Stati Uniti       | 69                |
| Svezia            | 53                |
| Svizzera          | 85                |
| Ungheria          | 25                |